# Santísima Trinidad (schip, 1750)
De Santísima Trinidad was een Spaans Manillagaljoen uit de 18e eeuw. Dergelijke galjoenen voeren tussen Manilla in de Filipijnen en Acapulco in Nieuw-Spanje. De Santísima Trinidad was de grootste in zijn soort en heette voluit ook wel de Santísima Trinidad y Nuestra Señora del Buen Fin. Informeel werd het schip wel aangeduid als El Poderoso (de indrukwekkende).
De Santísima Trinidad werd in 1750 in de Filipijnen gebouwd. Het schip had een lengte van 51,5 meter, een maximale breedte van 15,2 meter en een diepgang van 10,1 meter. De waterverplaatsing was 2.000 ton en het schip was bewapend met 54 kanonnen. Door het grote volume en enkele constructiefouten werd het schip in 1757 verbouwd.
In augustus 1762 was de Santísima Trinidad, met een lading goederen ter waarde van twee miljoen dollar aan boord, vertrokken vanuit Manilla naar Acapulco, maar in de nacht van 2 oktober raakte het schip tijdens een tyfoon zwaar beschadigd. De kapitein besloot daarop om terug te keren naar Manilla. Enkele dagen later, op 6 oktober, viel Manilla echter in Engelse handen na de Slag om Manilla. De Santísima Trinidad werd daarop onderschept door het Engelse marineschip de HMS Panther dat onder bevel stond van kapitein Richard King. De bemanning van de Santísima Trinidad gaf zich na een eerste salvo van de Engelsen over. 
Het schip werd naar Portsmouth gebracht waar het schip verkocht werd. De opbrengsten zorgden ervoor dat de betrokkenen in een klap bijzonder welgesteld werden. Het is onbekend wat het lot van de Santísima Trinidad was na de verkoop.